# 岩本美生
岩本 美生（いわもと びせい、英: Bisei Iwamoto、4月19日 - ）は、福井県大野市出身、イギリス、ロンドン在住のファッションデザイナー、眼鏡のプロダクトデザイナー(眼鏡デザイナー)、スタイリスト、実業家。

## 人物
- 眼鏡ブランド「METRONOME」（イギリス）のデザイナー、その他Resonance、Trad等チーフデザイナー。過去にはLINDA FALLOW、MOSCOTに在籍
- 帽子ブランドやメガネブランドのデザインにも幅広く従事する、過去ブランド"THE LOVE PARADE"等
- 国内外ブランドの企画としても参画するなど、幅広い活動をするが、マスコミ、雑誌のインタビュー等には一切応じた記録がない。しかし海外の取材には比較的受け答えている
- 日本のミュージシャン等とスタイリスト時代から親交が深く、当時の自身が手がけるのブランドの服をよく着用させていた
- 日本のミュージシャン、バンド関係のPVにスタイリスト、エキストラとしても多数参加

## 略歴
- 高校卒業後、大学に入学するが中退し、セレクトショップにて販売員に就く。
- 23歳で退職後、商社に3年間勤務。
- 退職後、メガネデザインを福井県鯖江市、韓国、中国で習い、東京にて国内外アパレル企画にメガネデザイナーとして参入
- 2013年、ユニセックスブランドTHE LOVE PARADEを立ち上げる
- 2014年5月、自身がセレクトしたブランド等を集めたセレクトショップ「FLANAGE（フランジ）」を仙台に立ち上げる。同年9月には渋谷区宇田川町に渋谷店をオープン。最盛期にFLANAGEは渋谷、仙台、神戸、福岡に支店を持つ
- 2017年2月、イギリス、100%opticalにて、自身初となる眼鏡ブランド「METRONOME」発表。同展示会にてベスト・オブ・ブリティッシュ獲得、そして25m2以下のブースのスタンドアワードを獲得
- 2017年2月、ミラノ、MIDOにてMETRONOME発表
- 2017年4月、ニューヨーク、VISION EASTにてMETRONOME発表
- 2017年5月、東京都東中野の路上にて、車にひき逃げされ左下肢麻痺
- 2017年7月、ニューヨーク、capsule NY MEN's にて、運営特別推薦枠にて眼鏡ブランドとして発表。運営を立ち上げ当時のPERIMETRONに委任
- 2017年9月、パリ、SILMO Parisにて、50周年賞にノミネート
- 2018年1月、King Gnu、あなたは蜃気楼のPVに友情出演
- 2018年9月、パリコレクションに非公式にて参加
- 2020年5月、Resonance by METRONOME 発表。
- 2021年2月、Trad を発表。

## 主なブランドライン
現在
METRONOME（メトロノーム）
Resonance by METRONOME
Trad

過去
THE LOVE PARADE（ザラブパレード）
Spiralgarden（スパイラルガーデン）

## デザインによる特徴
- 眼鏡においてはサングラスを得意とすると自身は語る。
- ファッションにおいては、日本人にはない、かなり奇抜なデザインを得意とする。